# Michalovce
Michalovce és una ciutat d'Eslovàquia, centre natural, econòmic i cultural de la regió de Zemplin, situada en la part septentrional a les terres baixes de l'est de la República d'Eslovàquia, banyades pel riu Laborec. Es troba agermanada amb la ciutat de Vila-real (País Valencià)
Sobre el nucli urbà, a 114 msnm, s'alcen a les altures dos zones boscoses que defineixen el paisatge obert de la plana natural que l'envolta: la forma distintiva del turó Hradok amb 163 metres i la més extensa zona de Biela Hora a la rodalia del llac Sirava, que ascendeix suaument fins als 159 metres.
Michalovce sobrepassa, segons el darrer cens de 2006, els quaranta-cinc mil habitants, dedicats a la producció de serveis per a diversos nuclis menors de la contornada comarcal, l'agricultura (cereals, vinya, farratges, fruits secs), administrada a través de variades cooperatives, i una diversificada activitat industrial: metal·lúrgica, ceràmica, tèxtil, electrònica, de construcció i els productes alimentaris.

## Dades històriques
El seu document fundacional està datat el 1244, però a l'entorn hi ha testimonis d'ocupació neolítica, dels invasors cèltics, de la presència romana i de la dominació hongaresa. El 1867 la vila va adquirir definitivament el seu caràcter urbà, com a eix de les nombroses aldees agrícoles de l'entorn i seu administrativa del districte. Tota la seua història està ben reflectida en el Museu Municipal ubicat a l'edifici barroc que va ser residència principesca dels Sztáray, el qual adquireix la forma arquitectònica definitiva a començaments del segle xix, i que alberga igualment seccions dedicades a les arts plàstiques, la ceràmica, l'etnologia i al medi natural del Zemplín.
La ciutat recorda el seu passat comercial medieval amb la fira anual que celebra durant dos dies a la darrera setmana del mes d'agost. La bandera oficial consta de dos barres horitzontals amb els colors blau i groc.

## Demografia
| Godina             | 1994   | 2004   | 2014   | 2024    |
| ------------------ | ------ | ------ | ------ | ------- |
| Nombre de persones | 40.836 | 39.842 | 39.510 | 35.310  |
| Diferència         |        | −2,43% | −0,83% | −10,63% |

| Godina             | 2023   | 2024   |
| ------------------ | ------ | ------ |
| Nombre de persones | 35.584 | 35.310 |
| Diferència         |        | −0,77% |

## Serveis ciutadans

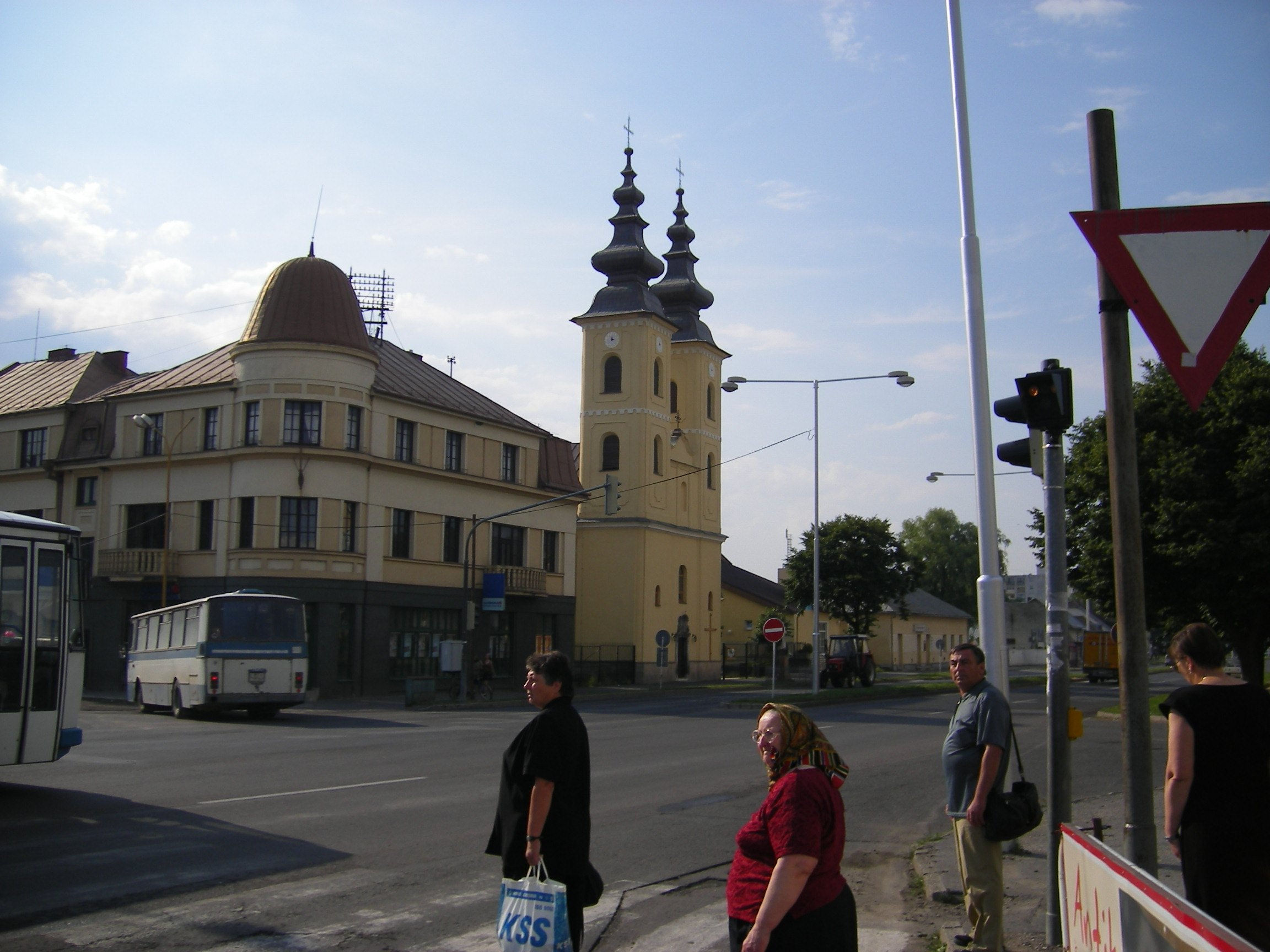
Parròquia catòlica-grega

Entre les dotacions municipals es poden assenyalar dos hospitals (un amb servei annex de psiquiatria i altre amb centre d'hemodiàlisi) i dues policlíniques d'atenció immediata. A més del Museu Municipal, la infraestructura cultural es completa amb un auditori i un amfiteatre a l'aire lliure, tres biblioteques, un observatori astronòmic i una Casa de Cultura regional. L'esport pot ser practicat en les diverses instal·lacions d'atletisme especialitzat dels centres educatius, però també en una piscina coberta, un estadi d'hoquei sobre gel i dos de baló a mà, i en el camp de futbol municipal.
Hi ha 10 centres d'educació primària i 9 de secundària (el més antic inaugurat el 1922), a més d'Escoles Superiors d'Economia, Periodisme i Informàtica, i una Escola de Diplomats en Infermeria, dependents de la Universitat de Košice. Sent la religió catòlica romana majoritària entre la població, existeixen també col·lectius de practicants ortodoxes, calvinistes, evangèliques i catòlics grecs (uniates). Hi ha igualment comunitats religioses de religiosos salesians, redemptoristes i monges teresianes.
La parròquia catòlica-romana, ubicada en un edifici neoclàssic acabat de bastir el 1784, conserva un interessant retaule de l'altar major, una trona i altres elements d'estil barroc, i té com a titular l'advocació la "Nativitat de la Verge Maria". L'església catòlica-grega, consagrada a l'Esperit Sant, està edificada en estil neobizantí, amb iconòstasi i pintures murals de començaments del segle xx. La parròquia ortodoxa està dedicada als sants Ciril i Metodi i guarda l'estil de l'arquitectura tradicional.

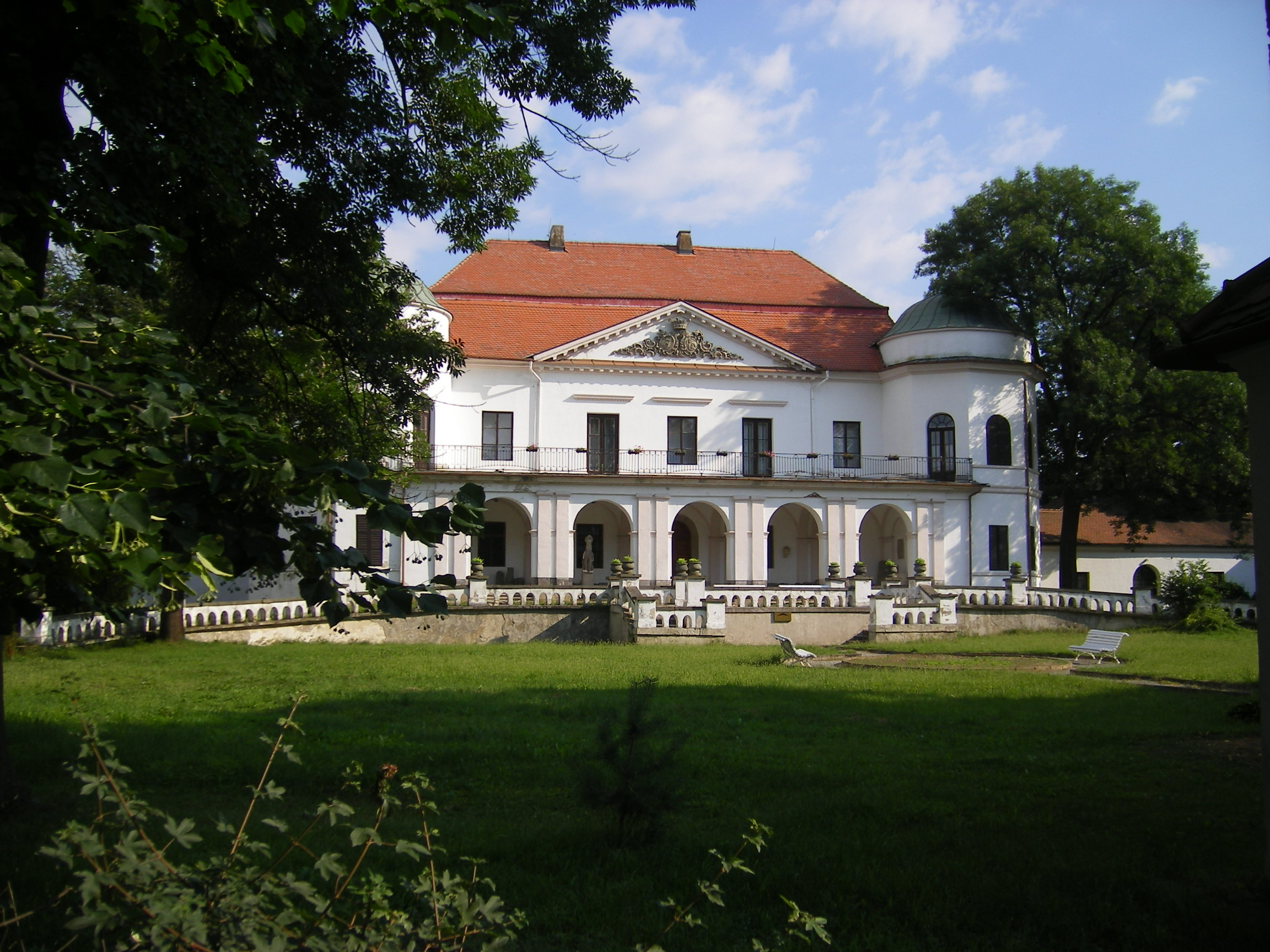
Palau Sztáray, Museu de la Ciutat

## Atractius turístics
La ciutat de Michalovce és una destinació turística molt popular a l'Europa Central per tenir a prop l'embassament artificial que constitueix el llac Zemplínska šírava, el més gran de la zona juntament amb el Balaton hongarès i popularment conegut com "la mar eslovaca". El llac té 11 km de longitud i una amplària de 3,5 km amb una profunditat mitjana de 9,5 metres, la major part navegables, i està protegit dels vents per la serralada del Vihorlat i ofereix excel·lents condicions climàtiques per al lleure i els esports aquàtics, mentre que la seua part més oriental presenta una àrea natural de gran interès ornitològic.
Al seu entorn hi ha set àrees turístiques d'esplai, ben accessibles per la carretera que voreja el llac amb zones d'acampada i nombrosos establiments hostalers i de restauració. Al mig de la zona boscosa i a prop de les plantacions agràries que produeixen un conegut vi blanc, es troba a més el llac natural Vinné, rodejat de diversos punts per a l'activitat esportiva i d'esplai. Finalment, a pocs quilòmetres de la ciutat s'enlaira el mont Vihorlat (1.075 metres) amb diversos cràters volcànics, en un dels quals hi ha el llac Morské oko amb una peculiar varietat de formes vegetals.

## Centre urbà

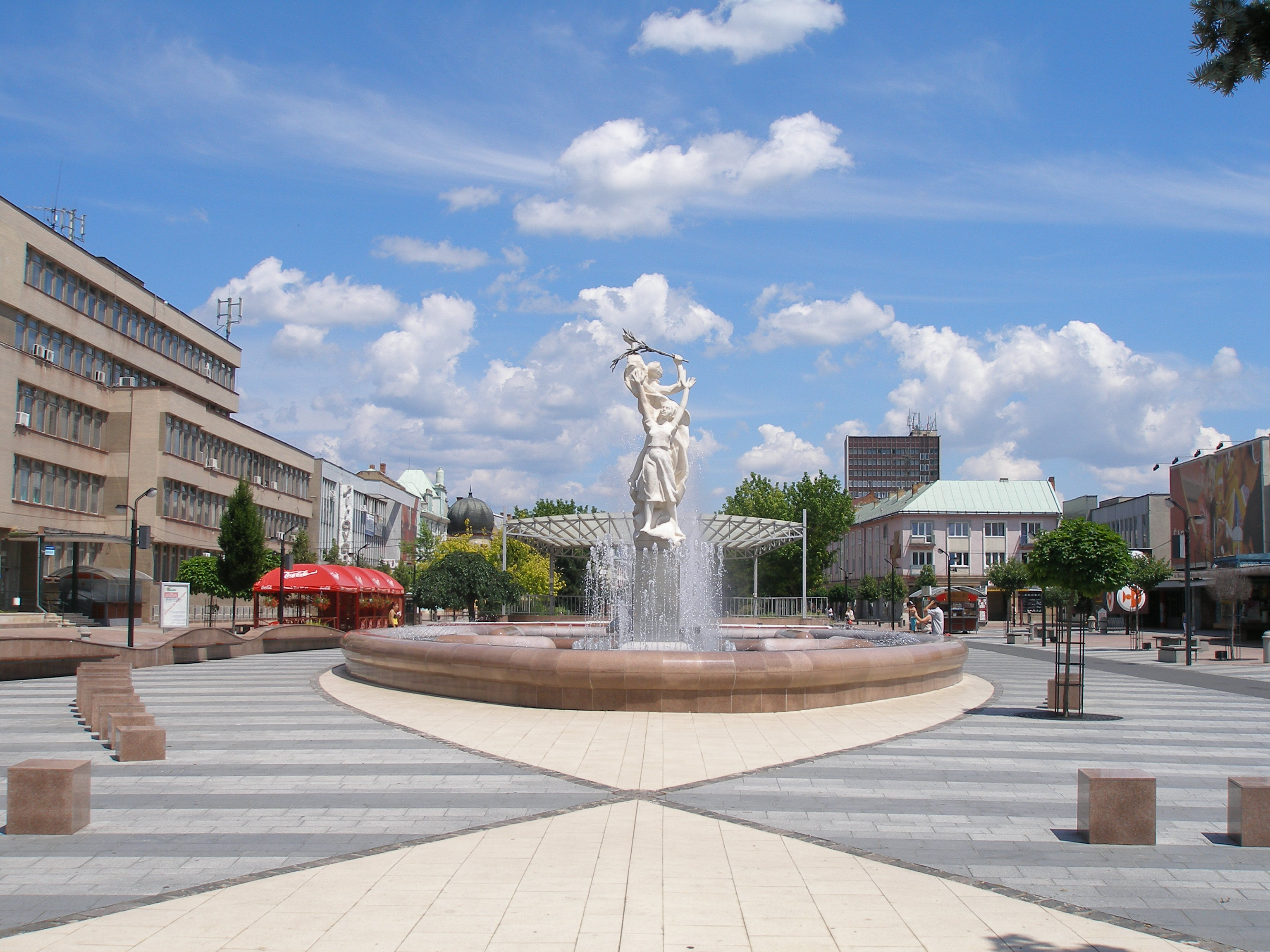
Monument a l'arribada de la primavera

A banda dels edificis esmentats (temples i Museu Palau), l'avinguda principal de la ciutat, zona de vianants enjardinada amb intensa activitat comercial i social, permet la contemplació de diverses edificacions d'estil modernista, entre els quals les oficines centrals de l'Ajuntament, el centre de cultura nacional Matica Slovenská, l'antic parador hostaler "El bou daurat", el restaurat "Hotel Grand" (segle xix) o la primera farmàcia de la població. Interessant també és la capella neogòtica que alberga el mausoleu de la família Sztaray al turó Hradok, on es troba a més un Cementeri Memorial dels soldats morts en la II Guerra Mundial. L'arquitectura contemporània està molt ben representada en la nova estació de ferrocarril, l'edifici del departament municipal d'Hisenda o algunes de les més recents instal·lacions bancàries.
L'allotjament dins de la ciutat, a banda d'altres establiments menors, està ben assegurat pels hotels "Druzba"*** (quinze plantes) i "Jalta"****, complementats per una gran diversitat de restaurants i cafeteries amb cuina tradicional eslovaca i internacional.

## Agermanament ambVila-real
L'establiment de les relacions entre Michalovce i la ciutat valenciana de Vila-real va ser iniciat per l'intercanvi cultural entre els components dels grups de danses "Subor Zemplin" i "Puríssima" que va provocar a partir de l'any 1983 nombrosos vincles d'amistat entre les famílies dels participants, amb viatges de correspondència que es varen consolidar quan, amb motiu de la creació a Vila-real del "Festival Internacional de Danses" i la participació del grup folklòric "Laborec", representants dels dos municipis van iniciar rondes de contactes i la promoció d'un major coneixement, en la perspectiva de la creació de la Unió Europea.
La transició democràtica als països de l'est i la posterior segregació de la República Eslovaca varen clarificar la situació política i afavoriren les relacions oficials. Així, als darrers anys han estat constants accions de coneixement com les visites de delegacions de grups esportius, econòmics (Federació Local de Comerç i representants industrials eslovacs) i culturals, exposicions artístiques i documentals, celebracions festives, recitals musicals, etc.), els intercanvis estudiantils, la mútua retolació dels carrers amb el nom de les ciutats agermanades, així com els contactes entre representants polítics i administratius.
Al maig de 1989, en un solemne acte a l'Auditori Municipal vila-realenc i en presència dels diversos sectors socials de les dues poblacions, els responsables municipals de Michalovce i Vila-real varen signar el definitiu protocol d'agermanament oficial, en el marc d'un projecte social i cultural comú: l'anomenada "Europa dels Pobles i dels Ciutadans" que busca servir de contrapés a l'exclusiu predomini del factor econòmic en la configuració futura del nostre espai geogràfic.
Els agermanaments entre ciutats europees intenten sempre establir relacions d'amistat entre nuclis de població de característiques semblants que, fins al moment present han viscut d'esquena, per posar-los a caminar en una direcció comuna; crear ponts de simpatia i de solidaritat des de tots els extrems d'Europa, entre tots els seus pobles i nacionalitats, superant distàncies i diferències lingüístiques, per trobar els punts essencials d'afinitat humana i cultural.
1. 1 2  «Počet obyvateľov podľa pohlavia - obce (ročne) [om7101rr_obce=AREAS_SK]».   Statistical Office of the Slovak Republic, 31-03-2025. [Consulta: 31 març 2025].